# لوتشيانو روسي
لوتشيانو روسي (بالإيطالية: Luciano Rossi)‏ (و. 1934 – 2005 م) هو ممثل، من إيطاليا، ولد في روما، توفي في روما، عن عمر يناهز 71 عاماً.

## وصلات خارجية
- لوتشيانو روسي على موقع IMDb (الإنجليزية)
- لوتشيانو روسي على موقع تيرنر كلاسيك موفيز (الإنجليزية)
- لوتشيانو روسي على موقع أول موفي (الإنجليزية)
- لوتشيانو روسي على موقع قاعدة بيانات الأفلام السويدية (السويدية)
- لوتشيانو روسي على موقع قاعدة بيانات الفيلم (الإنجليزية)